# Marion Suzanne
 (avril 2025).
Motif : Sources attestant de la notoriété ?
- Archive Wikiwix
- Bing
- Cairn
- DuckDuckGo
- E. Universalis
- Gallica
- Google
- G. Books
- G. News
- G. Scholar
- Persée
- Qwant
- (zh) Baidu
- (ru) Yandex
- (wd) trouver des œuvres sur Wikidata

| 1. | Préciser le motif de la pose du bandeau. | Précisez le motif de la pose du bandeau en utilisant la syntaxe suivante : {{admissibilité à vérifier\|date=juin 2025\|motif=remplacez ce texte par le motif}}                      |
| 2. | Informer les utilisateurs concernés.     | Pensez à avertir le créateur de l'article, par exemple, en insérant le code ci-dessous sur sa page de discussion : {{subst:avertissement admissibilité à vérifier\|Marion Suzanne}} |

 (février 2025).
Si vous disposez d'ouvrages ou d'articles de référence ou si vous connaissez des sites web de qualité traitant du thème abordé ici, merci de compléter l'article en donnant les références utiles à sa vérifiabilité et en les liant à la section « Notes et références ».
 (février 2025).
La mise en forme du texte ne suit pas les recommandations de Wikipédia : il faut le « wikifier ».
Les points d'amélioration suivants sont les cas les plus fréquents :
- Les titres sont pré-formatés par le logiciel. Ils ne sont ni en capitales, ni en gras.
- Le texte ne doit pas être écrit en capitales (les noms de famille non plus), ni en gras, ni en italique, ni en « petit »…
- Le gras n'est utilisé que pour surligner le titre de l'article dans l'introduction, une seule fois.
- L'italique est rarement utilisé : mots en langue étrangère, titres d'œuvres, noms de bateaux, etc.
- Les citations ne sont pas en italique mais en corps de texte normal. Elles sont entourées par des guillemets français : « et ».
- Les listes à puces sont à éviter, des paragraphes rédigés étant largement préférés. Les tableaux sont à réserver à la présentation de données structurées (résultats, etc.).
- Les appels de note de bas de page (petits chiffres en exposant, introduits par l'outil «  Source ») sont à placer entre la fin de phrase et le point final[comme ça].
- Les liens internes (vers d'autres articles de Wikipédia) sont à choisir avec parcimonie. Créez des liens vers des articles approfondissant le sujet. Les termes génériques sans rapport avec le sujet sont à éviter, ainsi que les répétitions de liens vers un même terme.
- Les liens externes sont à placer uniquement dans une section « Liens externes », à la fin de l'article. Ces liens sont à choisir avec parcimonie suivant les règles définies. Si un lien sert de source à l'article, son insertion dans le texte est à faire par les notes de bas de page.
- La présentation des références doit suivre les conventions bibliographiques. Il est recommandé d'utiliser les modèles {{Ouvrage}}, {{Chapitre}}, {{Article}}, {{Lien web}} et/ou {{Bibliographie}}. Le mode d'édition visuel peut mettre en forme automatiquement les références.
- Insérer une infobox (cadre d'informations à droite) n'est pas obligatoire pour parachever la mise en page.

Pour une aide détaillée, merci de consulter Aide:Wikification.
Si vous pensez que ces points ont été résolus, vous pouvez retirer ce bandeau et améliorer la mise en forme d'un autre article.
Marion Suzanne est une actrice, metteure en scène et pédagogue française, connue pour son engagement dans le théâtre contemporain et son approche axée sur la transmission artistique.

## Biographie
Source : « Biographie du Théâtre de la Tempête »
Après des études en classes préparatoires littéraires (hypokhâgne et khâgne), Marion Suzanne poursuit sa formation à l'Université Paris X-Nanterre, d'abord en Histoire puis en Études théâtrales dans le département dirigé par Robert Abirached. Elle y bénéficie de l'enseignement de personnalités comme Jean Jourdheuil, Jean-Louis Besson, Jean-Michel Desprats, Bernard Faivre, Lucien Attoun et Nicole Félix. Sa formation d'actrice se développe auprès d'Alain Knapp, Catherine Herold, Françoise Roche, Leonid Heifetz (GITIS), Jack Waltzer, et Caroline Marcadé pour la danse.

## Carrière théâtrale

### Collaborations majeures
Marion Suzanne privilégie le travail en compagnie. Elle intègre la troupe permanente de la Maison de la Culture d'Amiens sous la direction de Jean-Michel Puiffe, où elle collabore avec Jean-Louis Hourdin et Bernard Lévy. Depuis l'université, elle entretient un compagnonnage artistique avec Nicolas Liautard qui s'étend sur plus de deux décennies.
En 2023, elle rejoint l'O'Brother Company pour des projets associant sciences sociales et arts vivants, notamment la création de Thésée, sa vie nouvelle de Camille de Toledo, présenté lors du colloque de Cerisy sur la performance.

#### Rôles notoires
- 1994 : Les espions de Mouza Pavlova, mise en scène Samuel Serreau.
- 1995 : Quisaitout et Grobéta de Coline Serreau, mise en scène Benno Besson.
- 1996 : Preparadise sorry now de Rainer-Werner Fassbinder, mise en scène Julien Collet.
- 2006 : L’enfant meurtrier, écrit et mis en scène par Lazare Herson-Macarel, Théâtre de l’Odéon.
- 2007 : Le mariage de Barillon de Georges Feydeau, mise en scène Godefroy Segal, La Scène Watteau.
- 2019 : Toute nue[2], variation Noren-Feydeau, mise en scène Émilie-Anna Maillet, Théâtre Paris Vilette.
- 2023 : Thésée, sa vie nouvelle de Camille de Toledo, mise en scène Fabien Joubert, Cellier de Reims.

Comédienne dans le cadre de l’Unité de Production de la Maison de la Culture d’Amiens
- 1998 : L’amour médecin de Molière, mise en scène Alain Knapp
- 1999 : Farces adaptées par Bernard Faivre, mise en scène Jean-Louis Hourdin
- 2000 : Le théâtre ambulant Chopalovitch de Lioubomir Simovitch, mise en scène Jean-Louis Hourdin, Théâtre de Gennevilliers
- 2001 : La foire aux aveux de Jérôme Soufflot, mise en scène Thierry Mercier
- 2001 : Les chevaliers pillards devant Munich de Karl Valentin, mise en scène Éric Bergeonneau
- 2001 : Histoires courtes mais vraies ou presque #1, mise en scène Hervé Germain
- 2001 : Histoires courtes mais vraies ou presque #2, mise en scène Emmanuel Letourneux
- 2002 : Juste la fin du monde de Jean-Luc Lagarce, mise en scène Bernard Lévy, Théâtre Sénart

#### Compagnonnage avec Nicolas Liautard
•	1993 : Le Procès de Franz Kafka, Théâtre des Amandiers.
•	1994 : Le Bonheur après l'assaut, Théâtre des Amandiers, Nanterre.
•	1995 : La République, livre I de Platon, Montreuil.
•	2001 : Quinze chansons de Maurice Maeterlinck, La Scène Watteau.
•	2003 : Boulevard exquis d’après Georges Feydeau et Eugène Labiche, La Scène Watteau, Avignon Off.
•	2005 : Ajax de Sophocle, La Scène Watteau.
•	2007 : Amerika d’après Franz Kafka, Théâtre de la Tempête.
•	2009 : L’Avare de Molière, Théâtre des Quartiers d’Ivry.
•	2010 : Blanche Neige, tradition populaire, nommé au Molière du meilleur spectacle jeune public. Captation réalisée par Florent Trochel 
•	2011 : Le Misanthrope de Molière, Théâtre des Quartiers d’Ivry.
•	2012 : Littlematchseller d’après H.C. Andersen, Ferme Bel Ébat.
•	2013 : Il faut toujours terminer qu'est ce qu'on a commencé d’après Moravia et Dante, Théâtre National de la Colline.
•	2016 : Balthazar, Théâtre Paris Vilette  

#### Mise en scène et collaboration artistique
•	2003 : Le voleur de Alan Mets, compagnie Bim Bom Théâtre, direction Olivia Kryger.
•	2004 : La femme d’un autre ou le mari sous le lit d’après Fiodor Dostoïevski, Lilas en Scène.
•	2006 : Frères du bled de Christophe Botti, texte lauréat du concours Théâtre du 21ème siècle, soutenu par La Scène Watteau, Théâtre de Nogent-sur-Marne.
•	2007 : Six contes, Institut Français de Marrakech.
•	2007 : Bouvard et Pécuchet de Gustave Flaubert, mise en scène pour La Nouvelle Compagnie, en tournée dans les instituts français du Maroc.
•	2009 : Une nuit au jardin d'Omar Khayyam, Institut Français de Marrakech.
•	2017 : Petite sœur de Jon Fosse, Lilas en Scène.
•	2020 : To like or not en collaboration avec Émilie-Anna Maillet, MC2 Grenoble. Spectacle augmenté, parcours d’installations numériques et spectacle performatif et immersif en Réalité Virtuelle.
•	2023 : Cabaret Mademoiselle, spectacle musical de Marie-Hélène Grimigni et Hugues Genevois.

##### Cinéma et audiovisuel
•	1995 : Quinze sans billets de Samuel Serreau-Tasinaje.
•	1996 : Nous habitons tous une île déserte de Jennifer Devoldere.
•	1999 : Une pour toutes de Claude Lelouch.
•	1999 : Police District d'Olivier Chavarot.
•	2010 : Campagne contre le mal-logement pour la Fondation Abbé Pierre.
•	2013 : Étale flot jusant de Frantz Galland, prix du meilleur court-métrage à l’Inconnu Festival.
•	2022 : To like, web-série, réalisation Arthur Chrisp.
•	2024 : Les furies de Camille Ponsin.

## Lilas en Scène
Marion Suzanne est artiste associée à Lilas en Scène, centre de création dédié aux écritures contemporaines, depuis sa fondation en 1999. Avec Claire Acquart, Philippe Chavanis, Bogdan Segui, Benjamin Yvert et Antoine Dubois, elle contribue à la direction artistique et pédagogique de ce lieu de fabrication théâtrale situé aux portes de Paris. L'espace privilégie les écritures contemporaines et de plateau, offrant des résidences à des compagnies qui cherchent à développer leur travail hors des circuits traditionnels de production.

### Participation à Lilas en Scène
•	2000 : Fer Calder, mise en scène Godefroy Segal.
•	2000 : Minuit à l’atelier, mise en scène Godefroy Segal et Julien Teffany.
•	2002 : Histoires courtes mais vraies ou presque #3, mise en scène Godefroy Segal.
•	2002 : L’ange et la môme de Pauline Hemsi, mise en scène Philippe Beautier.
•	2006 : Questions-questions de Leslie Kaplan, mise en scène Godefroy Segal.
•	2017 : Le sommet de la gloire, d’après Comment c’est de Samuel Beckett, création collective aux côtés de Pascal Durozier et Carolina Pecheny.
•	2018 : UP ! et Portraits utopiques de et avec Eric Da Silva.
•	2018 : Les herbes hautes d’Armel Veilhan.
•	2021 : Des mots sur des maux de Sonia Bester.

## Engagement pédagogique
Titulaire du Diplôme d'État de professeur de théâtre, Marion Suzanne développe depuis 2001 une importante activité pédagogique. Elle conçoit et anime des projets en milieu scolaire, notamment au lycée Galilée de Combs-la-Ville en partenariat avec la Scène Nationale de Sénart, ainsi qu'à Lilas en Scène et la Scène Watteau. Son approche pédagogique explore tant les textes classiques (Shakespeare, Molière, Marivaux) que contemporains (Lagarce, Mouawad, Py), avec une attention particulière aux problématiques sociales et politiques.

### Engagement pédagogique
Titulaire du Diplôme d’État de professeur de théâtre, Marion Suzanne conçoit et anime des projets pédagogiques :
•	2001 : Ubu roi d’A. Jarry, Maison de la Culture d’Amiens, lycée Racine de Montdidier.
•	2002 : La guerre des sexes, textes classiques et contemporains (Molière, Aristophane, Farces, Dario Fo), Maison de la Culture d’Amiens, lycée Racine de Montdidier.
•	2003 : Du luxe et de l’impuissance de J.Luc Lagarce, S.N. de Sénart, Compagnie Lire aux Éclats de Bernard Lévy.
•	2003 : Les enchantements de Glastonburry adapté de J.C Powys, Lilas en Scène.
•	2003 : La république des oiseaux de G. Stehr, Lilas en Scène.
•	2004 : Les travaux et les jours de M. Vinaver, S.N. de Sénart, lycée Galilée de Combs-la-Ville.
•	2004 : Tailleur pour dame De G. Feydeau, S.N. de Sénart, lycée Galilée de Combs-la-Ville.
•	2004 : Les acteurs de bonne foi de Marivaux, S.N. de Sénart, Compagnie Lire aux Éclats de Bernard Lévy.
•	2004 : Don Quichotte adapté de Cervantès, Lilas en Scène.
•	2004 : Les géants de la montagne d’après L. Pirandello, Lilas en Scène.
•	2004 : Lysistrata d’Aristophane, S.N. de Sénart, lycée Galilée de Combs-la-Ville.
•	2004 : Villes du futur, écriture collective, La Scène Watteau, collèges Watteau et St André.
•	2005 : Platonov de A. Tchéchov, S.N.de Sénart, lycée Galilée de Combs-la-Ville.
•	2005 : Lysistrata d’Aristophane, S.N. de Sénart, lycée Galilée de Combs-la-Ville.
•	2005 : L’art de la comédie de E. de Filippo, S.N. de Sénart, Compagnie Lire aux Éclats de Bernard Lévy.
•	2005 : Bouge plus de Ph. Dorin Lilas en Scène.
•	2005 : L’Iliade d’après Homère, La Scène Watteau, collèges Watteau et St André à Nogent.
•   2006 : Rouge, noir et ignorant de E. Bond, S.N. de Sénart, lycée Galilée de Combs-la-Ville.
•	2006 : Le Nègre au Sang de S. Valetti, S.N. de Sénart, lycée Galilée de Combs-la-Ville.
•	2006 : Pas vu à la TV, textes théâtraux contemporains sur le thème de la télévision, S.N. de Sénart, lycée Galilée de Combs-la-Ville.
•	2006 : Vingt-quatre heures de la vie d’une femme, adapté de S. Zweig, S.N de Sénart, Compagnie Lire aux Éclats de Bernard Lévy.
•	2006 : Jeu de famille, textes de Philippe Dorin et Nicolas Gogol, Lilas en Scène.
•	2007 : La furie des nantis de E. Bond, S.N de Sénart, lycée Galilée de Combs-la-Ville.
•	2007 : Macbett / Macbeth de E. Ionesco et  W. Shakespeare, S.N de Sénart, lycée Galilée de Combs-la-Ville.
•	2007 : Léonce et Léna de G. Büchner, Lilas en Scène.
•	2007 : En attendant… d’après S. Beckett, Lilas en Scène.
•	2007 : Monsieur de Pourceaugnac de Molière, La Scène Watteau, collège Watteau à Nogent.
•	2008 : Juste la fin du monde et Nous, les héros de J.Luc Lagarce, S.N de Sénart, lycée Galilée de Combs-la-Ville.
•	2008 : Le Songe d’une nuit d’été de W. Shakespeare, S.N de Sénart, lycée Galilée de Combs-la-Ville.
•	2008 : Farces d’amateurs pour amateurs de farces, Farces médiévales retraduites par B. Faivre, S.N de Sénart, lycée Galilée de Combs-la-Ville.
•	2008 : Le jeu de l’amour et du hasard de Marivaux, Maison du Geste et de l’Image, lycée Lucie Aubrac d’Aubervilliers.
•	2008 : Café philo, écriture collective, Lilas en Scène.
•	2009 : Juste la fin du monde de J.Luc Lagarce, S.N de Sénart, lycée Galilée de Combs-la-Ville.
•	2009 : Truculangues, textes de V. Novarina, C. Tarkos, F. Rabelais, Verheggen, J. Rebotier, A.Artaud, S.N de Sénart, lycée Galilée de Combs-la-Ville.
•	2009 : Bertolt Brecht : Trois grandes pièces : Arturo Ui, la Bonne âme et  Maître Puntilaet son valet Matti, S.N de Sénart, lycée Galilée de Combs-la-Ville.
•	2009 : La Tempête de W. Shakespeare, Lilas en Scène.
•	2010 : L’illusion comique de Corneille, S.N de Sénart, lycée Galilée de Combs-la-Ville.
•	2010 : Il faut capturer Grolem d’après J-C Masséra, S.N de Sénart, lycée Galilée de Combs-la-Ville.
•	2010 : Je peux vous fournir ce que vous désirez, Koltès, Molière… Maison du Geste et de l’Image, lycée Pierre Lescot.
•	2011 : Agamemnon d’Eschyle, S.N de Sénart, lycée Galilée de Combs-la-Ville.
•	2011 : Le spectateur condamné à mort de M. Visniec, S.N de Sénart, lycée Galilée de Combs-la-Ville.
•	2011 : Faut pas payer de D. Fo, S.N de Sénart, lycée Georges Sand, le Mée sur Seine.
•	2011 : King de M. Vinaver, Maison du Geste et de l’Image, lycée Pierre Lescot, Paris.
•	2011 : Moby Dick d’après Melville, Lilas en Scène.
•	2012 : Hamlet de W. Shakespeare, S.N de Sénart, lycée Galilée de Combs-la-Ville.
•	2012 : Mauvaises rencontres, textes de Novarina, Molière, La Fontaine, Koltès, Marivaux et Beckett, Maison du geste et de l’image, lycée Pierre Lescot, Paris.
•	2012 : Fous de textes, textes de fou, montage de textes de Novarina, Tarkos, Antonin Artaud, Lilas en Scène.
•	2013 : Projet Othello, Lilas en Scène, lycée Paul Robert des Lilas.
•	2013 : Hamlet / Shakespeare / Novarina, S.N de Sénart, lycée Galilée de Combs-la-Ville.
•	2013 : Un Ennemi Du Peuple de H. Ibsen, S.N de Sénart, lycée Galilée de Combs-la-Ville.
•	2013 : Vous qui entrez ici, abandonnez toute espérance, écriture autour des livres de chevet de Samuel Beckett : La Divine Comédie de Dante et Le Paradis Perdu de Milton. Restitution déambulatoire à Lilas en Scène de l’Enfer au Paradis. Résidence MICACO / Parcours l’Art et la culture au collège.
•	2013 : Regards sur le Monde et l’actualité, Lilas en Scène, collège Marie Curie des Lilas.
•	2014 : Homère, Dante, Cervantès et Rabelais, résidences territoriales soutenues par la DRAC Ile-de-France, lycée Paul Robert des Lilas.
•	2014 : Cendrillon de Joël Pommerat, S.N de Sénart, lycée Galilée de Combs-la-Ville.
•	2014 : Cyrano de Bergerac de Edmond Rostand, S.N de Sénart, lycée Galilée de Combs-la-Ville.
•	2014 : L’augmentation de George Perec, S.N de Sénart, lycée G. Sand du Mée sur Seine.
•	2014 : Du cinéma ? scenarii de La Nuit Américaine, Les enfants du Paradis, Faut pas prendre les enfants du bon Dieu pour des canards sauvages, Full Metal Jacket, Taxi driver, Titanic, Hunger Games, Les 400 coups, Lilas en Scène.
•	2014 : le roi et l’oiseau d’après le film de Pierre Grimault, textes de Jacques Prévert, Lilas en Scène.
•	2015 : Les Bacchantes d’Euripide, Théâtre Sénart, lycée Galilée de Combs-la-Ville.
•	2015 : Vivons heureux en attendant la mort, textes de Pierre Desproges, S.N de Sénart, lycée Galilée de Combs-la-Ville.
•	2015 : Traversées grecques, exploration de la tragédie grecque, Lilas en Scène.
•	2016 : Figaro de Beaumarchais et Horvath, Théâtre Sénart, lycée Galilée de Combs-la-Ville.
•	2016 : Liliom de Ferenc Molnar, Théâtre Sénart, lycée Galilée de Combs-la-Ville.
•	2016 : La savetière prodigieuse de Federico Garcia Lorca Théâtre Sénart, lycée G. Sand du Mée sur Seine.
•	2016 : Le cas de la famille Coleman de Claudio Tolcachir et Les débutantes de Christophe Honoré, Lilas en Scène.
•	2016 : Cabaret, textes de Myriam Menant, Tristan Rémy et Karl Valentin, Lilas en Scène.
•	2017 : Les illusions comiques d’Olivier Py, Théâtre Sénart, lycée Galilée de Combs-la-Ville.
•	2017 : Ceux qui errent ne se trompent pas de Kevin Keiss, d’après José Saramago, Théâtre Sénart, lycée Galilée de Combs-la-Ville.
•	2017 : Western, scenarii de Viva Maria de Louis Malle et Qui a tué Liberty Valance de John Ford, Théâtre Sénart, lycée G. Sand du Mée sur Seine.
•	2017 : Assoiffés et Sœurs de Wajdi Mouawad, Lilas en Scène.
•	2018 : Les Illusions de Pygaro, croisement des textes de Beaumarchais et d’Olivier Py, Théâtre Sénart, lycée Galilée de Combs-la-Ville.
•	2018 : Malcolm X Et Nous ? Textes de Mohamed Rouhabi, J.C Grumberg, Ahmed Madani et François Bégaudeau, Théâtre Sénart, lycée Galilée de Combs-la-Ville.
•	2018 : Ah ouais c’est comme ça que tu me vois ? Les rôles d’adolescents dans le répertoire classique et contemporain, Lilas en Scène.
•	2018 : Disputes et chansons d’amour, Théâtre du Blanc Mesnil.
•	2018 : Sur le ring, textes de Myriam Menant, Euripide, Molière, Novarina, Marivaux, Lilas en Scène.
•	2019 : Bovary de Tiago Rodriguez, Théâtre Sénart, lycée Galilée de Combs-la-Ville.
•	2019 : Hernani de Victor Hugo, Théâtre Sénart, lycée G. Sand du Mée sur Seine.
•	2019 : La Savane de Ray Bradbury et Quartier 3, destruction totale de Jennifer Haley, Lilas en Scène.
•	2019 : Anticipations, textes de Philippe Dorin, Hervé Blutch, Ray Bradbury, Philip K.Dick, Lilas en Scène.
•	2021 : Tous des oiseaux de Wajdi Mouawad, Théâtre Sénart, lycée Galilée de Combs-la-Ville.
•	2021 : On ne paie pas de Dario Fo, Théâtre Sénart, lycée Galilée de Combs-la-Ville.
•	2021 : L’exception et la règle, Lilas en Scène, 4 films.
•	2022 : Molière écarlate, L’École des femmes, Le Tartuffe, L’Amour médecin, Théâtre Sénart, lycée Galilée de Combs-la-Ville.
•	2022 : George Kaplan de F. Sonntag, Théâtre Sénart, lycée Galilée de Combs-la-Ville.
•	2022 : Dans tes rêves sur fond vert, d’après Little Nemo in Slumberland de W. MC Cay, Lilas en Scène.
•	2023 : 7 minutes de Stefano Massini, Théâtre Sénart, lycée Galilée de Combs-la-Ville.
•	2023 : De bruit et de fureur, un spectacle gore ! Lilas en Scène.
•	2024 : La bonne âme du Se-Tchouan de Bertolt Brecht, Théâtre du Garde-Chasse aux Lilas, école Paul Langevin, résidence territoriale Région Ile-de-France.
•	2024 : Le vol au-dessus de l’Océan de Bertolt Brecht, Théâtre du Garde-Chasse aux Lilas, école Paul Langevin, résidence territoriale Région Ile-de-France.
•	2024 : Le cercle de craie caucasien de Bertolt Brecht, Théâtre du Garde-Chasse aux Lilas, école Paul Langevin, résidence territoriale Région Ile-de-France.
•	2024 :  Il y a des hommes et des femmes rassemblés, une histoire du théâtre en 6 tableaux, Lilas en Scène.
•	2024 : Richard III, de W. Shakespeare, Théâtre Sénart, lycée Galilée.
•	2024 : Action, montage de textes de cinéma autour de La nuit américaine, de F. Truffaut, Théâtre Sénart, lycée Galilée de Combs-la-Ville.
•	2025 : Clôture de l’amour de Pascal Rambert, Théâtre de Rungis.
•	2025 : Encore Alice, d’après Lewis Caroll, Lilas en Scène.
•	2025 : 1789, de Ariane Mnouchkine, Théâtre Sénart, lycée Galilée de Combs-la-Ville.
•	2025 : Victor, ou les enfants au pouvoir de Roger Vitrac, Théâtre de la Tempête, lycée Saint-Sulpice, Paris.